# Гэлэгдоржийн Дэмид
Гэлэгдоржийн Дэмид (монг. Гэлэгдоржийн Дэмид, 1900 — 22 августа 1937) — монгольский военный деятель, маршал МНР, соперник Х. Чойбалсана в борьбе за контроль над армией.

## Биография
Родился в 1900 году сомоне Их-Тамир (ныне аймак Архангай). Присоединился к антикитайскому партизанскому движению, с 1921 года член МНРП.
В 1926—1929 годах обучался в кавалерийском училище в Твери, затем вернулся в Монголию, где возглавил Высшее военное училище (1929 год). С 1930 года — военный министр, член Президиума ЦК МНРП.
Умер 22 августа 1937 года от отравления предоставленными советской стороной замороженными рыбными консервами вместе с другими членами монгольской военной делегации (командир дивизии Г. Джанцанхорорлоо, секретарь посольства Монголии в СССР Гомбосурэн, переводчик военного министерства Ц. Доржиев и его жена Л. Дагзмаа) на станции Тайга Транссибирской магистрали в поезде, направлявшемся в Москву. Сразу же после этого был объявлен «врагом народа», а его оставшиеся в живых родственники и военные соратники были арестованы. Новым военным министром стал Х. Чойбалсан, вскоре сосредоточивший в своих руках всю власть в стране.
Был женат на Надежде Ивановне Богдановой.

## Звания
- Генерал армии (1932 год)
- Маршал МНР (21 февраля 1936 года)

## Награды

### Награды Монгольской Народной Республики
- четыре ордена Красного знамени
- орден Полярной звезды

### Награды СССР
- орден Красного знамени